# 韩延
韩延（1983年11月16日—），中国内地导演、编剧。妻子为原青春美少女成员张之夏。

## 生平
1983年11月16日出生于山东省平阴县，2000年，韩延就读于山东艺术学院表导演专业。2002年，拍摄个人第一部短片《五好差一好》，并考入中央戏剧学院电影电视系导演专业，在校时拍摄的短片《永不消失电波》入围第12届北京大学生电影节短片竞赛单元。2006年，毕业作品《套子》受到赞誉，并获得法国电影同盟短片大赛金奖，同年拍摄了首部长片作品《我把初吻献给谁》。2007年，执导大学生支教题材的电影《天那边》。2008年，韩延得到曾志伟的认可，执导台湾电影《九降风》的内地版本《摊开你的地图》。2010年，在江志强赏识下，执导爱情片《第一次》。2015年8月，执导的爱情喜剧片《滚蛋吧！肿瘤君》上映，在中国内地影坛声名鹊起，其后又创作了以重症患者为背景的《送你一朵小红花》《我们一起摇太阳》（合称“生命三部曲”）。2024年，凭《我们一起摇太阳》获得第37届中国电影金鸡奖最佳编剧奖。

## 导演作品
- 2002年 《五好差一好》
- 2005年 《永不消失电波》（短片）
- 2006年 《套子》 （短片）
- 2006年 《我把初吻献给谁》
- 2007年 《天那边》
- 2008年 《摊开你的地图》
- 2008年 《结婚前奏曲》
- 2009年 《让我为你靠点谱》
- 2012年 《第一次》
- 2012年 《真爱指南针》
- 2013年 《我叫郝聪明》（网络剧）
- 2015年 《滚蛋吧！肿瘤君》
- 2017年 《动物世界》
- 2020年 《送你一朵小红花》
- 2023年 《我愛你》
- 2024年 《我們一起搖太陽》
- 2025年 《星河入梦》[4]

## 监制作品

### 电影作品
- 2022年 《人生大事》

### 电视剧作品
- 2020年 《焕脸》（网络剧）